# 1441 en arts plastiques
| Années des arts plastiques : 1438 - 1439 - 1440 - 1441 - 1442 - 1443 - 1444    |
| Décennies des arts plastiques : 1410 - 1420 - 1430 - 1440 - 1450 - 1460 - 1470 |

Cette page concerne l'année 1441 en arts plastiques.

## Œuvres
- Crucifixion et saints de Fra Angelico.

## Naissances
- Liberale da Verona, peintre et enlumineur italien († 1526).